# 小野桃果
小野 桃果（おの ももか、2000年9月18日 - ）は、テレビせとうちのアナウンサー。

## 来歴
岡山県岡山市出身。岡山大学教育学部附属中学校、慶應義塾湘南藤沢高等部を経て、慶應義塾大学法学部政治学科を卒業。
中学卒業とともに、単身上京した経歴を持つ。
大学在学中にアナウンサーやメディア就職のための実践プロジェクト『Scketto』2期生として参加。
大学卒業後、2023年にアナウンサーとして、テレビせとうちへ入社。

## 人物
- 高校時代は競技かるた部に所属し、神奈川県代表として全国大会へ出場。その成績が認められ、塾長賞（一貫教育校）を受賞している。[3]また、高校卒業時には、学年の成績優秀者に贈られる部長賞を受賞しており、塾長賞とのＷ受賞となった。[4]
- 文才に長けており、中高生を対象にした「参議院７０周年記念論文」[5]や「PHP作文甲子園」[6]などで入賞経験がある。
- 大学2年時から慶大メディア・コミュニケーション研究所に入所し、マスメディアやジャーナリズムの研究を行っていた。[7]
- 大学2年時の2020年には、旅好きが高じ、TABIPPOが主催する世界を旅する女子が輝くコンテスト「SHINE」でグランプリを受賞、ミストラベル2021に選ばれる。[8]そして2021年には、「第40回横浜開港祭親善大使」[9]と岡山県津山市をPRする「つやま産業支援センターPR大使」[10]に任命されている。
- 大学3年時には、TBSアナウンサーの宇内梨沙らに次いで、大学の履修雑誌『Reshruit』の表紙を務める。[11]　また同年、『慶應美女図鑑vol.5』（現・慶應ガールズマガジン）にモデルの1人として掲載されている。[12]
- 大学3年時の2021年8月から大学卒業まで、音声メディア「Voicy」で放送される『ヤング日経』の月曜パーソナリティを務めた。記事によると、倍率60倍のオーディションから選ばれた。[13]

## 嗜好・導話
- 趣味は、世界遺産巡りとフィルムカメラ。資格は、世界遺産検定1級、英検準1級、漢検準1級。[14]世界遺産検定3級取得時には、最年少最優秀賞を受賞している。[15]
- 競技かるた全国大会には、骨折しながら出場。
- 大学では、慶應義塾大学英語會（K.E.S.S.)に所属し、英語ディベートに励む。
- ミストラベル受賞時のインタビューでは、将来について「視聴者が行動を起こしたくなるような未知なる世界を、自分の言葉で伝えたい」と語っていた。[16]
- アナウンサーとしての初鳴きは、入社から4日後2023年4月7日に放送された『ななスパBIZ』内のリポートであった。[17]
- 2023年11月23日、BSテレ東で放送された『くらしき近代建築巡り～白壁のまちの魅力再発見～』で全国放送デビュー。[18]
- アナトレに通っていた。[19]

## 現在の担当番組
- ななスパBIZ（MC・リポート）
- TSCニュース
- ファジアーノ岡山の試合生中継（ピッチリポート）
- 岡山市議会タイムズ